# Stanisław Kruk
Stanisław Kruk – polski inżynier, urzędnik w II RP.
Ukończył studia z tytułem inżyniera. Po odzyskaniu przez Polskę niepodległości został prezesem dyrekcji odbudowy generalnej.
31 grudnia 1923 został odznaczony Krzyżem Komandorskim Orderu Odrodzenia Polski.